# Mott the Hoople
Mott the Hoople foi uma banda inglesa de glam rock de Herefordshire dos anos 70, e que tinha também forte influência de R&B. Eles são conhecidos pela canção "All The Young Dudes", escrita para eles por seu fã, David Bowie. A canção foi utilizada recentemente no filme "Juno" e também utilizada no jogo Guitar Hero: Aerosmith. Um de seus integrantes, o guitarrista e compositor Mick Ralphs, viria a formar ao lado de Paul Rodgers e Simon Kirk, ambos da banda de blues rock Free, o Bad Company em 1974, uma das mais influentes bandas dos anos 70 com grande aceitação no mercado fonográfico americano. 

## Histórico
O Mott the Hoople que teve seu debut com Mott The Hoople (1969), teve sua fase mais popular com os discos All The Young Dudes (1972), Mott (1973) e The Hoople (1974). Sua melhor fase contava com Ian Hunter (vocal, guitarra e piano), Mick Ralphs (guitarra, vocal), Pete "Overend" Watts (baixo), Verden Allen (órgão) e Dale "Buffin" Griffin (bateria). Não desmerecendo os discos de intensidade densa Mad Shadows (1970) e Wildlife (1971), este último seguia influências da música Folk, com passagens acústicas, mantendo um clima mais melancólico e introspectivo, não menos significativo em sua carreira. Na atualidade, o vocalista do Def Leppard, Joe Elliott, formou uma banda chamada Down 'n' Outz, feita especialmente para tocar covers do Mott the Hoople e da carreira de Ian Hunter solo.

## Discografia

### Álbuns
- Mott the Hoople (1969)
- Mad Shadows (1970)
- Wildlife (1971)
- Brain Capers (1971)
- All the Young Dudes (1972)
- Mott (1973)
- The Hoople (1974)

### como Mott
- Drive On (1975)
- Shouting and Pointing (1976)

### como British Lions
- British Lions (1978) – US No. 83
- Trouble with Women (gravado em 1978, lançado em 1980)

### Coletâneas e álbuns ao vivo
- Two Miles from Heaven (1980)
- Original Mixed Up Kids - The BBC Recordings (1996)
- All the Young Dudes: The Anthology (1998 box com 3 CDs)
- Rock 'n' Roll Circus Live 1972 (2000)
- A Tale of Two Cities (2000)
- Two Miles From Live Heaven (2001)
- Mott the Hoople Live - 30th Anniversary Edition (2004)
- Family Anthology (2005)
- Live Fillmore West (2006)
- Fairfield Halls, Live 1970 (2007)
- In Performance 1970-1974 (2008) (box com 4 CDs de gravações ao vivo, publicado pela Angel Air Records)
- Old Records Never Die: The Mott the Hoople/Ian Hunter Anthology (2008)
- Hammersmith Apollo - 1 outubro 2009 (2010) (box com 3 CDs)
- Live At Hammersmith Apollo 2009 (2010) (box com 2 CDs de gravações ao vivo)

### Singles
- "Rock and Roll Queen" / "Road to Birmingham" (outubro de 1969)
- "Rock and Roll Queen" / "Backsliding Fearlessly" (janeiro de 1970)
- "Midnight Lady" / "It Must Be Love" (outubro de 1971)
- "Downtown" / "Home Is Where I Want to Be" (dezembro de 1971)
- "All the Young Dudes" / "One of the Boys" (julho de 1972)
- "One of the Boys" / "Sucker" (janeiro de 1973)
- "Sweet Jane" / "Jerkin'  Crocus" (março de 1973)
- "Honaloochie Boogie" / "Rose" (maio de 1973)
- "All the Way from Memphis" / "Ballad of Mott the Hoople (26 março de 1972 - Zürich)" (agosto de 1973)

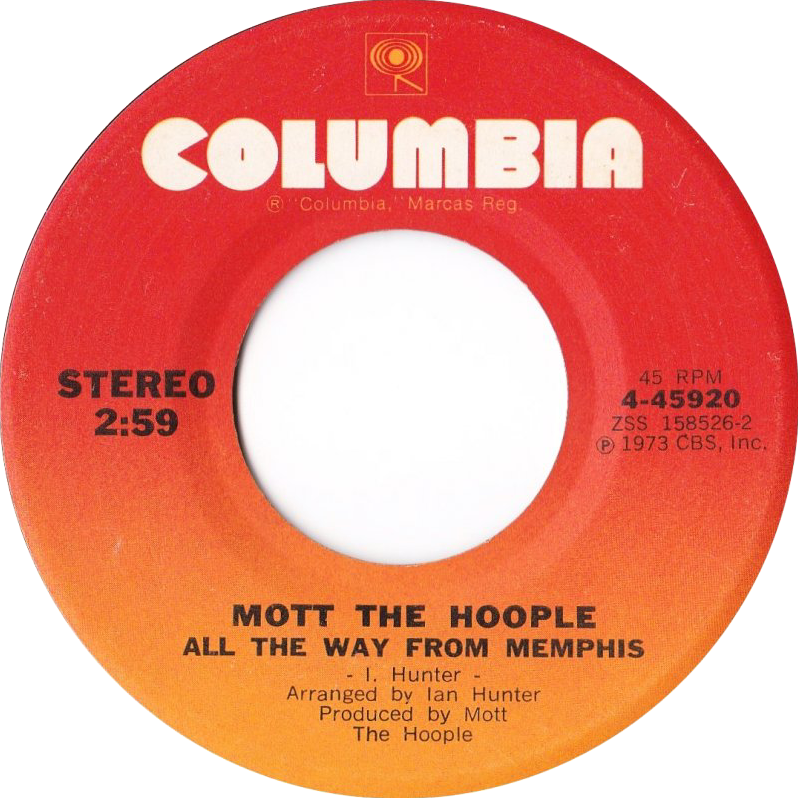

- "Roll Away the Stone" / "Where Do You All Come From" (novembro de 1973)
- "The Golden Age of Rock 'n' Roll" / "Rest in Peace" (março de 1974)
- "Foxy, Foxy" / "Trudi's Song" (junho de 1974)
- "Saturday Gigs" / Medley; "Jerkin' Crocus" - "Sucker" (ao vivo) (outubro de 1974)
- "All the Young Dudes" (ao vivo) / "Rose" (dezembro de 1974)